# Alexandra Lamy
Pour les articles homonymes, voir Lamy.
Alexandra Lamy, née le 14 octobre 1971 à Villecresnes (Val-de-Marne), est une actrice et réalisatrice française.
Elle est devenue célèbre grâce à la série télévisée Un gars, une fille.

## Biographie

### Origines
Alexandra Paulette Mathilde Lamy naît le 14 octobre 1971 à Villecresnes dans le Val-de-Marne, mais elle grandit dans le Gard. Durant sa jeunesse elle parlait avec un accent du midi très prononcé, mais pouvait jouer des rôles en gommant son accent, ce qui lui a permis de décrocher des auditions à Paris.

### Carrière
En 1990, elle suit les cours du conservatoire de Nîmes. 

#### Révélation télévisuelle et débuts difficiles au cinéma (1995-2008)
En 1995, Alexandra Lamy décroche son premier rôle dans une publicité réalisée par Patrice Leconte. La même année, elle fait une apparition dans La Croisière foll'amour. Elle devient célèbre grâce à la série télévisée Un gars, une fille, diffusée sur France 2 d'octobre 1999 à juin 2003, et où elle est la partenaire de Jean Dujardin. Ils interprètent les personnages prénommés comme eux Jean, alias Loulou et Alexandra, dite Alex, alias Chouchou.
Au théâtre, elle a un rôle dans Théorbe de Christian Siméon qui lui vaut d'être nommée aux Molières 2004, dans la catégorie Révélation théâtrale féminine. Elle fait des apparitions dans la série télévisée Palizzi, et prête sa voix à Rose McGowan dans le film Grindhouse.
Elle tourne dans deux films en 2003, Rien que du bonheur et Livraison à domicile qui n'ont pas de succès.
En 2005, elle joue dans des comédies : L'Antidote, de Vincent De Brus, qui est un échec, tout comme Au suivant !, de Jeanne Biras, dont elle tient le rôle principal, et la satire Vive la vie, d'Yves Fajnberg.
Elle poursuit dans une veine romantique : On va s'aimer, d'Ivan Calbérac, en 2006 ; Cherche fiancé tous frais payés en 2007 ; et Modern Love, écrit et réalisé par Stéphane Kazandjian en 2008. Les films passent inaperçus.

#### 2009-2015

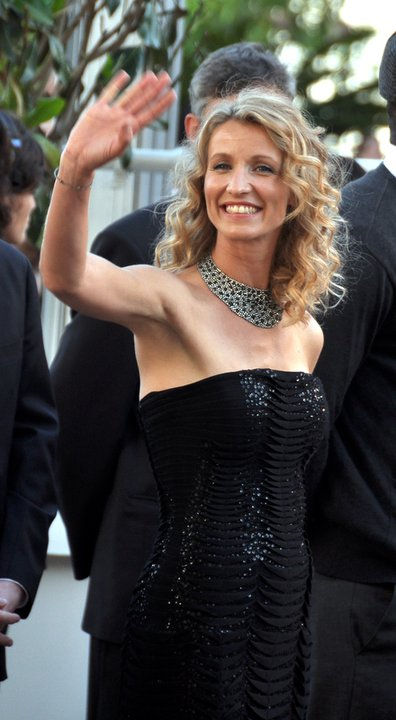
Alexandra Lamy au Festival de Cannes 2011.

En 2009, Alexandra Lamy joue dans le film Ricky de François Ozon, présenté en compétition au 59e Festival de Berlin ; elle est saluée pour ce rôle dans un registre dramatique et fantastique, mais le film lui-même ne convainc pas. La même année, elle tient un second rôle dans la production Lucky Luke, de James Huth, où elle retrouve Jean Dujardin.
En 2010, elle apparaît dans une publicité pour le jeu vidéo Wii Fit Plus.
En 2012, elle partage l'affiche du polar Possessions, avec Jérémie Renier, Julie Depardieu, et Lucien Jean-Baptiste. Elle tient un rôle dans le film à sketches Les Infidèles, pour le sketch La Question, d'Emmanuelle Bercot. Le film est un succès, contrairement à ses autres films de l'année. Elle est dirigée par Sandrine Bonnaire dans le drame J'enrage de son absence, avec William Hurt et Augustin Legrand. Elle a le premier rôle féminin de la comédie L'Oncle Charles, d'Étienne Chatiliez.
La même année, elle réalise pour la télévision un reportage sur l'histiocytose diffusé dans l'émission Envoyé spécial du 19 avril 2012 sur France 2.
En 2014, elle joue une comédie Jamais le premier soir, avec Mélanie Doutey et Julie Ferrier, et un drame, avec De toutes nos forces, de Nils Tavernier.
En 2015, elle donne la réplique aux stars du genre, Franck Dubosc et Kad Merad, dans la comédie Bis, de Dominique Farrugia. À la télévision, elle tourne dans un registre dramatique Une chance de trop, adaptation du roman d'Harlan Coben; elle en obtient le prix de la meilleure interprétation féminine au Festival de la fiction TV de La Rochelle 2015. Elle fait partie du jury du 26e Festival du film britannique de Dinard, présidé par Jean Rochefort.

#### Actrice populaire (depuis 2015)
En 2016, Alexandra Lamy tient le rôle principal dans le téléfilm dramatique Après moi le bonheur réalisé par Nicolas Cuche. Le réalisateur Éric Lavaine la choisit pour interprète principale de ses comédies Retour chez ma mère en 2016, et L'Embarras du choix en 2017.
En 2017, l'actrice joue aux côtés de Benoît Poelvoorde dans la comédie dramatique 7 jours pas plus, écrite et réalisée par Héctor Cabello Reyes (coscénariste d'Éric Lavaine), qui traite d'immigration et de solitude. La même année, elle fait partie du casting du drame historique Nos patriotes, de Gabriel Le Bomin, qui raconte la vie d'un jeune tirailleur sénégalais durant la seconde guerre mondiale. Elle est la tête d'affiche du drame Par instinct, écrit et réalisé par Nathalie Marchak, où elle joue une femme d'affaires projetée dans une affaire d'esclavagisme.
Recommandée par Éric Lavaine à l'acteur Franck Dubosc quand celui-ci passe derrière la caméra, elle a le premier rôle féminin de Tout le monde debout, celui d'une quadragénaire en chaise roulante, solaire et positive, dont le héros, incarné par Dubosc, tombe amoureux. Le film est un succès critique et commercial au début de l'année 2018.
En 2018, elle interprète une directrice de campagne dans la satire politique Le Poulain, écrite et réalisée par le dessinateur de bande dessinée Mathieu Sapin. Elle tourne dans Convoi exceptionnel, le dix-huitième long-métrage de Bertrand Blier, aux côtés de Gérard Depardieu, Christian Clavier et Édouard Baer.
Elle enchaîne ensuite les retrouvailles : avec Éric Lavaine pour la comédie dramatique Chamboultout, puis, pour la suite de leur succès, Retour chez ma mère. Enfin, elle rejoint Franck Dubosc dans Le Sens de la famille, sorti en 2021.

### Vie privée

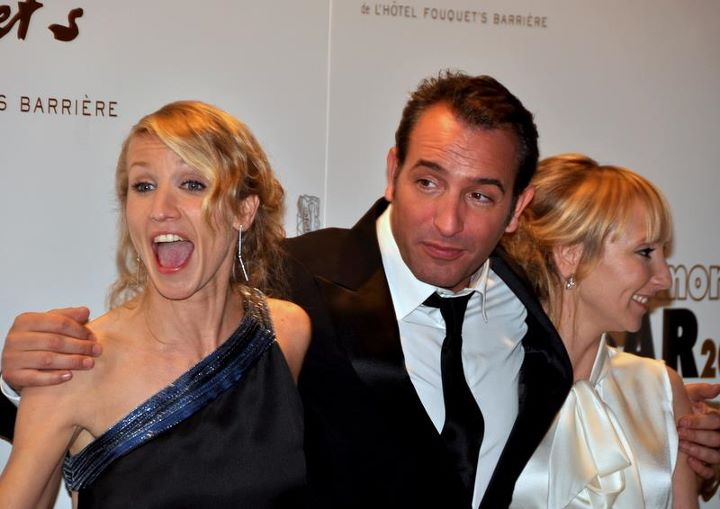
Alexandra Lamy aux César 2012, avec son compagnon d'alors, Jean Dujardin, et sa sœur, Audrey Lamy.

Elle est la compagne de l'acteur suisse Thomas Jouannet de 1995 à 2003. Ensemble, ils ont une fille, Chloé Jouannet (née en 1997), qui est également actrice.
En 2003, elle devient la compagne de l'acteur Jean Dujardin, rencontré sur le tournage de la série Un gars, une fille. Ils se marient le 25 juillet 2009 à Anduze (Gard). Ils divorcent en décembre 2014.
En octobre 2013, elle vit à Londres avec sa fille. Après six années passées dans la capitale britannique, elle revient en France, à Paris, en 2019. Elle est actuellement la compagne d'un avocat en droit des sociétés.
Elle a une sœur cadette, Audrey Lamy, également comédienne. Elle est cousine de l'homme politique français François Lamy.
Elle est très amie avec l'actrice Mélanie Doutey, rencontrée sur le tournage du film On va s'aimer d’Ivan Calbérac en 2005.

## Filmographie

### Cinéma

#### Longs métrages
- 1999 : Mes amis de Michel Hazanavicius : une figurante de sitcom (non créditée)
- 2003 : Rien que du bonheur de Denis Parent : Manuela
- 2003 : Livraison à domicile de Bruno Delahaye : Denise
- 2005 : L'Antidote de Vincent De Brus : Elisabeth Fréoli
- 2005 : Brice de Nice de James Huth : Alice de Nice, l'âme sœur de Brice de Nice / Chantal la sirène
- 2005 : Au suivant ! de Jeanne Biras : Joséphine Messner
- 2005 : Vive la vie d'Yves Fajnberg : Maud
- 2006 : On va s'aimer d'Ivan Calbérac : Elodie
- 2007 : Cherche fiancé tous frais payés d'Aline Issermann : Alexandra
- 2008 : Modern Love de Stéphane Kazandjian : Marianne
- 2009 : Ricky de François Ozon : Katie
- 2009 : Lucky Luke de James Huth : Belle Starr
- 2012 : Les Infidèles sketch La Question d'Emmanuelle Bercot : Lisa
- 2012 : Possessions d'Éric Guirado : Gladys Castang
- 2012 : L'Oncle Charles d'Étienne Chatiliez : Louise
- 2012 : J'enrage de son absence de Sandrine Bonnaire : Mado
- 2014 : Jamais le premier soir de Mélissa Drigeard : Julie
- 2014 : De toutes nos forces de Nils Tavernier : Claire, la mère de Julien
- 2015 : Bis de Dominique Farrugia : Caroline
- 2016 : Retour chez ma mère d'Éric Lavaine : Stéphanie Mazerin
- 2016 : Vincent de Christophe Van Rompaey : Nicky[15]
- 2017 : L'Embarras du choix d'Éric Lavaine : Juliette
- 2017 : 7 jours pas plus d'Hector Cabello Reyes : Jeanne[16]
- 2017 : Nos patriotes de Gabriel Le Bomin[17]
- 2017 : Par instinct de Nathalie Marchak : Lucie[18]
- 2018 : Tout le monde debout de Franck Dubosc : Florence
- 2018 : Le Poulain de Mathieu Sapin : Agnès Karadzic
- 2019 : Convoi exceptionnel de Bertrand Blier : Sabine
- 2019 : Chamboultout d'Éric Lavaine : Béatrice
- 2020 : Belle Fille de Méliane Marcaggi : Louise
- 2021 : Le Sens de la famille de Jean-Patrick Benes : Sophie
- 2021 : Le Test d'Emmanuel Poulain-Arnaud : Annie[19]
- 2023 : Alibi.com 2 de Philippe Lacheau (caméo)
- 2023 : Zodi et Téhu, frères du désert d'Éric Barbier : Julia
- 2023 : La Chambre des merveilles de Lisa Azuelos : Thelma
- 2024 : La Promesse verte d'Édouard Bergeon : Carole Landreau[20]
- 2024 : Louise Violet d'Éric Besnard : Louise Violet[21]
- 2025 : Moon le panda de Gilles de Maistre : Emma
- 2026 : Jean Valjean d'Éric Besnard : Magloire
- 2026 : LOL 2.0 de Lisa Azuelos

#### Courts métrages
- 1997 : Le Siècle porcelaine de Pascal Magontier (docu-fiction)
- 1999 : Petit jeu de mort de Christophe Devauchelle
- 2002 : Visite guidée de Caroline Roucoux et Hervé Thébault : Anne Gastini
- 2002 : À l'abri des regards indiscrets de Ruben Alves et Hugo Gélin : La pin-up
- 2003 : Même pas mal de Caroline Roucoux et Hervé Thébault : La jeune femme

### Animation
- 2006 : Lucas, fourmi malgré lui de John A. Davis : Hova, l'infirmière (film, doublage français)
- 2012 : Cendrillon au Far West de Pascal Hérold : Cendrillon (film)
- 2012 : Le Lorax de Chris Renaud et Kyle Balda : la mère de Ted (film, doublage français)
- 2014 : Silex and the City de Jul : Juliette Bidoche; d'une hôtesse de l'air ; d'une directrice d'agence de voyage (série)
- 2020 : Calamity, une enfance de Martha Jane Cannary : Madame Moustache (film)

### Reportage
- 2012 : L'Histiocytose pour Envoyé spécial sur France 2

### Télévision

#### Actrice
- 1995 : Les Garçons de la plage, épisodes 73 à 75  : Sandra
- 1995 : Le Miracle de l'amour, épisode 98 José d'Emmanuel Fonlladosa  : une fille à la salle de sport
- 1996 : Croisière Foll'Amour, épisode 60  : Charlotte
- 1996 : Les Années fac, saison 1 épisode 43 Le Secret  : Natacha, en boîte de nuit
- 1997 : Un malade en or de Sylvain Madigan (téléfilm)
- 1998 : Les Années bleues, épisode Tony et Roro de Colette Maitre (série tv) : Martine
- 1998 : Une femme d'honneur, épisode 8 Une ombre au tableau de Philippe Monnier  : Virginie
- 1999 à 2003 : Un gars, une fille, adaptée par Isabelle Camus et Hélène Jacques  : Alex dite « Chouchou »
- 1999 : Un gars, une fille au Québec, invité spécial dans l'épisode "À Paris"; repris son rôle de la série française : Alex
- 2008 : Palizzi, saison 1 épisode 3 Insistance sociale réalisé par Jean Dujardin, saison 2 épisode 19 Molina pas moyen  : madame Molina
- 2009 : A.D.A. : L'Argent des autres, pièce de théâtre filmée de Dominique Thiel : Cathy
- 2013 : Le Débarquement, émission à sketches diffusée sur Canal+
- 2015 : Une chance de trop de François Velle, adaptation du roman d'Harlan Coben[3]  : Alice Lambert
- 2016 : Après moi le bonheur de Nicolas Cuche  : Marie-Laure
- 2017 : Scènes de ménages : Ça va être leur fête !  : La mariée
- 2021 : LOL : qui rit, sort ! sur Amazon Prime : participation
- 2022 : Planète animale. Les jeux de l'amour de Jeff Wilson, Simon Nash et Joe Loncraine : la narratrice[22]
- 2023 : Killer Coaster de Nikola Lange : Sandrine (série Prime Vidéo)

#### Réalisatrice
- 2022 : Touchées

### Clip
- 2021 : À qui dire qu'on est seul, clip de la chanson de Pascal Obispo

## Théâtre

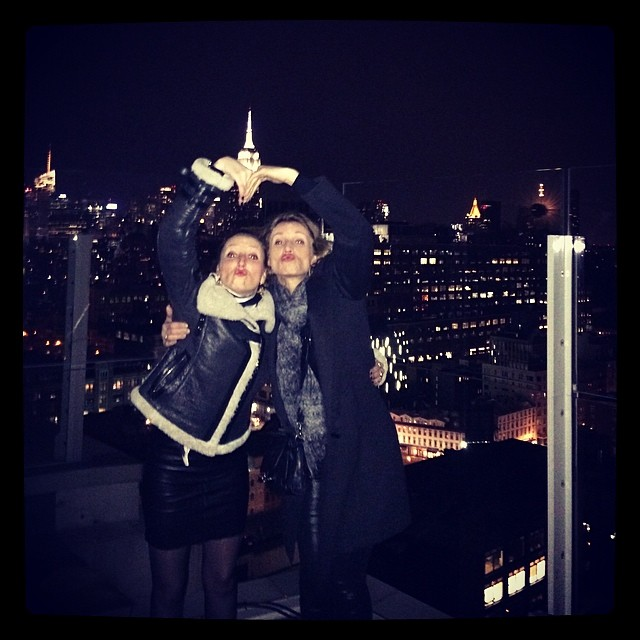
Alexandra Lamy et sa sœur Audrey Lamy pour La Vénus au Phacochère à New York en 2014.

- 1994 : La Poule aux œufs d'or d'Alexandre Vial, mise en scène Michel Galabru, tournée
- 1995 : Le Portefeuille de Pierre Sauvil et Éric Assous, mise en scène Jean-Luc Moreau, Théâtre Saint-Georges
- 1996 : Ciel ma mère de Clive Exton, mise en scène Jean-Luc Moreau, Théâtre de la Michodière
- 2003 : Théorbe de Christian Siméon, mise en scène Didier Long, Petit Théâtre de Paris
- 2006 : Deux sur la balançoire de William Gibson, mise en scène Bernard Murat, Théâtre Édouard VII
- 2009 : Ada : l'argent des autres de Jerry Sterner, mise en scène Daniel Benoin, Théâtre national de Nice
- 2010 : Le Rattachement de Didier van Cauwelaert, mise en scène Daniel Benoin, Théâtre national de Nice
- 2011 : L'Amour, la Mort, les Fringues de Delia Ephron et Nora Ephron, mise en scène Danièle Thompson, Théâtre Marigny
- 2012 : Festen la suite de Thomas Vinterberg, mise en scène Daniel Benoin, Théâtre national de Nice, Théâtre des Célestins, Théâtre du Rond-Point
- 2013 : La Vénus au phacochère de Christian Siméon, mise en scène Christophe Lidon, Théâtre de l'Atelier

## Distinctions

### Décoration
- Chevalière de l'ordre national du Mérite

### Récompenses
- Trophées des femmes en or 2006 : Femme en or du cinéma[23]
- Festival de la fiction TV de La Rochelle 2015 : Meilleure interprétation féminine pour Une chance de trop[24]
- Festival de l'Alpe d'Huez 2017 : Prix d'interprétation féminine pour L'Embarras du choix
- Globes de Cristal 2019 : Meilleure actrice de comédie pour Tout le monde debout[25]

### Nominations
- Molières 2004 : Molière de la révélation théâtrale féminine pour Théorbe[26]
- Ensors 2017 : Meilleure actrice pour Vincent[27]